# کیموتسوکی، کاگوشیما
کیموتسوکی، کاگوشیما (به لاتین: Kimotsuki, Kagoshima) یک منطقهٔ مسکونی در ژاپن است که در استان کاگوشیما واقع شده‌است. کیموتسوکی  ۱۷٬۴۶۶ نفر جمعیت دارد.